# Muntele Waialeale
Muntele Waialeale (în limba hawaiiană/engleza hawaiiană: Waiʻaleʻale cu okina; adică „apă clipocită” sau „revărsare de apă”) este un vulcan scut și al doilea punct ca înălțime de pe insula Kauai din Insulele Hawaii. Are o altitudine de 1.569 m. Are o medie de mai mult de 10.800 mm de ploaie pe an din 1912, cu un record de 17.300 mm în 1982, piscul său este cel mai ploios loc de pe Pământ.

## Clima

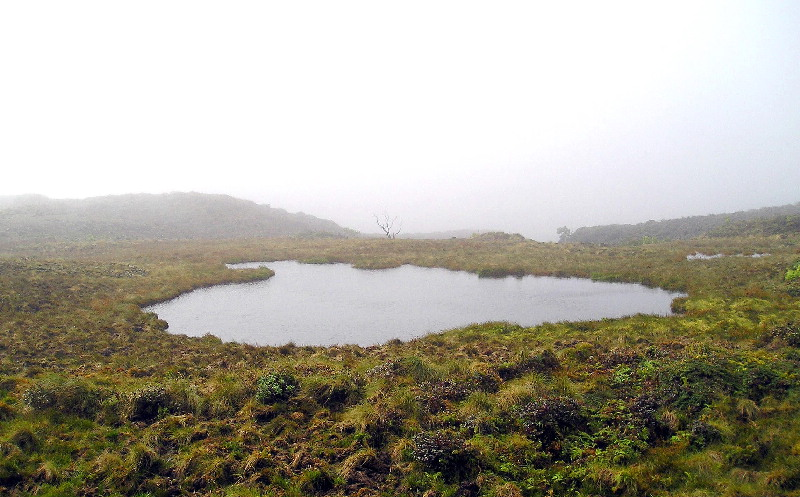
Lacul Waialeale (sau "Ape clipocite"), omonim al Muntelui Waialeale.

### Statistica ploilor
Piscul Waialeale, cu o medie de 11.684 la 13.000 mm de ploaie pe an de la 1912, cu un maxim de 17.300 mm (17,3 m) în 1982, este cel mai ploios loc de pe Pământ. (Bodin 1978: 272) citează 11684 mm pe an ca fiind media 1912-1945, o medie care destul de probabil că s-a schimbat de atunci, în timp ce National Climatic Data Center citează această cifră ca fiind o medie de 30 ani. Rețeaua Meteo și Guinness World Records (Holford 1977: 240) citează 11.455 mm de ploaie pe an, în timp ce 
(Ahrens 2000: 528) citează 11.680 mm de ploaie ca fiind precipitațiile medii anuale de la Muntele Waialeale, și (Kroll 1995: 188) pretinde că sunt 13.000 mm. În mod similar, Rețeaua Meteo și Guinness World Records citează 335 zile cu ploaie, în timp ce (Simons 1996: 303) sugerează că ploaia cade 360 zile pe an aici.
Industria turistică locală din Waialeale l-a promovat ca fiind cel mai umed loc, deși media pe 38 de ani de la Mawsynram, India este mai mare de 11.870 mm. Atât Mawsynram și Cherrapunji sunt recunoscute de Guinness World Records ca fiind locurile cu cele mai mari medii ale precipitațiilor. La Mawsynram precipitațiile sunt concentrate în sezonul musonic, în timp ce ploaia la Waialeale este mai uniform distribuită pe intermediul unui an.
| Date climatice pentru Muntele Waialeale | Date climatice pentru Muntele Waialeale | Date climatice pentru Muntele Waialeale | Date climatice pentru Muntele Waialeale | Date climatice pentru Muntele Waialeale | Date climatice pentru Muntele Waialeale | Date climatice pentru Muntele Waialeale | Date climatice pentru Muntele Waialeale | Date climatice pentru Muntele Waialeale | Date climatice pentru Muntele Waialeale | Date climatice pentru Muntele Waialeale | Date climatice pentru Muntele Waialeale | Date climatice pentru Muntele Waialeale | Date climatice pentru Muntele Waialeale |
| Luna                                    | Ian                                     | Feb                                     | Mar                                     | Apr                                     | Mai                                     | Iun                                     | Iul                                     | Aug                                     | Sep                                     | Oct                                     | Nov                                     | Dec                                     | Anual                                   |
| --------------------------------------- | --------------------------------------- | --------------------------------------- | --------------------------------------- | --------------------------------------- | --------------------------------------- | --------------------------------------- | --------------------------------------- | --------------------------------------- | --------------------------------------- | --------------------------------------- | --------------------------------------- | --------------------------------------- | --------------------------------------- |
| Maxima istorică °F (°C)                 | 79.9 (26,6)                             | 81.2 (27,3)                             | 83.3 (28,5)                             | 79.6 (26,4)                             | 82.2 (27,9)                             | 81.8 (27,7)                             | 82.6 (28,1)                             | 83.1 (28,4)                             | 83.6 (28,7)                             | 83.4 (28,6)                             | 81.9 (27,7)                             | 81.1 (27,3)                             | 83,6 (28,7)                             |
| Maxima medie °F (°C)                    | 77.9 (25,5)                             | 77.7 (25,4)                             | 77.6 (25,3)                             | 78.2 (25,7)                             | 79.3 (26,3)                             | 80.5 (26,9)                             | 81.1 (27,3)                             | 81.7 (27,6)                             | 81.0 (27,2)                             | 78.9 (26,1)                             | 77.4 (25,2)                             | 79.0 (26,1)                             | 79,19 (26,22)                           |
| Media zilnică °F (°C)                   | 69.8 (21)                               | 70.2 (21,2)                             | 70.5 (21,4)                             | 70.8 (21,6)                             | 71.6 (22)                               | 72.8 (22,7)                             | 74.0 (23,3)                             | 74.4 (23,6)                             | 74.6 (23,7)                             | 74.2 (23,4)                             | 72.6 (22,6)                             | 70.8 (21,6)                             | 72,19 (22,33)                           |
| Minima medie °F (°C)                    | 61.7 (16,5)                             | 62.7 (17,1)                             | 63.4 (17,4)                             | 63.4 (17,4)                             | 63.9 (17,7)                             | 65.1 (18,4)                             | 66.9 (19,4)                             | 67.1 (19,5)                             | 68.2 (20,1)                             | 69.5 (20,8)                             | 67.8 (19,9)                             | 62.6 (17)                               | 65,19 (18,44)                           |
| Precipitații inches (mm)                | 24.78 (629.4)                           | 24.63 (625.6)                           | 27.24 (691.9)                           | 47.24 (1199.9)                          | 28.34 (719.8)                           | 30.65 (778.5)                           | 35.87 (911.1)                           | 32.75 (831.9)                           | 24.14 (613.2)                           | 31.76 (806.7)                           | 36.33 (922.8)                           | 30.10 (764.5)                           | 373,83 (9.495,3)                        |
| Sursa nr. 1: NOAA                       |                                         |                                         |                                         |                                         |                                         |                                         |                                         |                                         |                                         |                                         |                                         |                                         |                                         |
| Sursa nr. 2: Weatherbase                |                                         |                                         |                                         |                                         |                                         |                                         |                                         |                                         |                                         |                                         |                                         |                                         |                                         |

### Cauze
Mai mulți factori dau piscului Waialeale potențialul de a crea mai multe precipitații decât restul lanțului insulei:
1. Poziția mai la nord față de Insulele Hawaii oferă expunere mai mare la sistemele frontale care aduc ploaia în timpul iernii.
2. Are o formă relativ rotundă și conică, expunând toate laturile sale din vârf la vânturi și la umiditatea pe care aceste vânturi o cară.
3. Vârful său se află chiar sub stratul așa-numit alizeu, care este o inversiune eoliană la 1.800 m, iar norii produși de alizeu nu se pot ridica peste vârful său.
4. Și cel mai important, stâncile abrupte fac ca umiditea aerului să crească rapid - la peste 910 m altitudine în mai puțin de 0,80 km - și o mare parte de ploaia sa cade într-un singur loc, spre deosebire de răspândirea ploii pe o suprafață mai mare atunci când panta a fost treptată.

Precipitațiile mari din zonă au dus la crearea unei zone conservate numite "Alakaʻi", o zonă mlăștinoasă care este casa multor plante rare. La sol este atât de umed că, deși există trasee, accesul pe jos la zona Waialeale este extrem de dificil.